# Pseudotorymus papaveris
Pseudotorymus papaveris är en stekelart som först beskrevs av Thomson 1876.  Pseudotorymus papaveris ingår i släktet Pseudotorymus och familjen gallglanssteklar. Arten är reproducerande i Sverige. Inga underarter finns listade i Catalogue of Life.